# Ídolo de Pano
Ídolo de Pano é uma telenovela brasileira exibida pela Rede Tupi entre 9 de setembro de 1974 e 31 de maio de 1975 em 227 capítulos. Substituiu Os Inocentes e foi substituída por Ovelha Negra na faixa das 20 horas. Escrita por Teixeira Filho, teve direção de Henrique Martins.
Contou com as atuações de Dennis Carvalho, Tony Ramos, Elaine Cristina, Carmem Silva, Sílvio Rocha, Rildo Gonçalves, Adriano Reys e Laura Cardoso nos papeis principais.
Dos 227 capítulos originalmente exibidos, apenas 8 foram preservados, estando sob a guarda da Cinemateca Brasileira.

## Sinopse
Pauline de Clermon é a proprietária da grande empresa Tecelagens Clermon, uma das maiores da América Latina. Muito doente, ela quer, que um dos seus dois netos, seus únicos herdeiros, assuma o comando de seus negócios: Jean, um jovem médico de carreira promissora, e o playboy Luciano, que preferiu às farras aos estudos. O desejo de Pauline é transformar Luciano em uma pessoa responsável para ser o próximo presidente das suas empresas. Mas ele é vítima das armações de Jean, que almeja tirar Pauline da presidência e vender as ações das Tecelagens Clermon para um grupo estrangeiro. Para isto, conta com a colaboração do inescrupuloso Dr. Gondim, médico de Pauline, e de Wilson, executivo da empresa.
Admirado por todos e amado por várias mulheres, ninguém desconfia da personalidade neurótica de Jean, que não mede esforços para desmoralizar seu irmão e tirar ele do seu caminho. Seus problemas psicológicos são agravados, quando ele descobre ser neto ilegítimo de Pauline e tem que conviver com sua verdadeira mãe, Maria Amélia, que trabalha como enfermeira na mansão de Pauline.
Enquanto isso, Luciano, não percebendo as verdadeiras intenções de seu irmão, cai em diversas armadilhas e tenta provar a todos que é capaz de se tornar uma pessoa responsável e digna da presidência das empresas. Apaixonado pela jovem operária Andréa, Luciano torna-se amigo de Zé Manuel, o pai de Andréa. Ele é um homem simples e rude, que expulsa a filha de casa ao descobrir que ela está grávida de Jean. Luciano, então, se casa com Andréa, mesmo sabendo que ela ainda ama seu irmão e espera um filho dele.

## Elenco
| Ator                   | Personagem             |
| ---------------------- | ---------------------- |
| Tony Ramos             | Luciano de Clermon     |
| Elaine Cristina        | Andréia                |
| Dennis Carvalho        | Jean de Clermon        |
| Carmem Silva           | Pauline de Clermon     |
| Glauce Graieb          | Luísa Gondim           |
| Sílvio Rocha           | Zé Manuel              |
| Rildo Gonçalves        | Dr. Gondim             |
| Adriano Reys           | Wilson Reis            |
| Laura Cardoso          | Maria Amélia           |
| Joana Fomm             | Jeanne Derier          |
| Serafim Gonzalez       | Dr. Fontes             |
| Suzana Gonçalves       | Flávia Fontes          |
| Denise Del Vecchio     | Rita de Cássia (Renée) |
| Ewerton de Castro      | João                   |
| Sílvia Leblon          | Joana                  |
| Elisa D'Agostino       | Cristina               |
| Cleston Teixeira       | Sérgio Fontes          |
| Xandó Batista          | Prof. Weltman          |
| Lucy Meirelles         | Guiomar Fontes         |
| Yara Lins              | Magda Gondim           |
| Eudósia Acuña          | Marta                  |
| Abrahão Farc           | Guilherme              |
| Márcia Rita Huri       | Alda                   |
| Judy Teixeira          | Maria Rosa             |
| Claudete Troiano       | Elza                   |
| Geny Prado             | Lurdes                 |
| Linda Gay              | Margarida              |
| Sílvio Francisco       | Dr. Vasconcelos        |
| Hilkias de Oliveira    | Dr. Oscar              |
| Regina Nogueira        | Ana                    |
| Domingos Neto          | Vavá (Valdomiro)       |
| Aída Mar               | Benta                  |
| Luiz Antônio Piva      | Antônio                |
| Aparecida de Castro    | Geralda                |
| Assunta Mantelli       | Jurema                 |
| Eduardo Abbas          | Aparecido              |
| Elisabeth Duda         | Regina                 |
| Floriza Rossi          | Sandra                 |
| Jonas Bloch            | Fernando               |
| José Parisi Jr.        | Bira                   |
| Kleber Afonso          | Mr. Wellington         |
| Mirian Rodrigues       | Silvia                 |
| Petrus Antonius        | Paulo                  |
| Rosa Maria Pestana     | Alzira                 |
| Walter Forster         | Mário George de Nassau |
| Carlos Lobão           | Juiz                   |
| Zodja Pereira          | Eva                    |
| Tereza Cristina Arnaud | Bina                   |
| Alzira Andrade         |                        |
| Igor Cazarré           |                        |
| João Manuel Batista    |                        |
| Miro Ferri             |                        |
| Neuza Borges           |                        |
| Tyhana Perckle         |                        |

## Trilha sonora
Foi a primeira novela da Rede Tupi a possuir duas trilhas sonoras: uma nacional e uma internacional. Porém ao contrário do que se fazia na Rede Globo, lançou-se primeiro a trilha internacional e posteriormente, na segunda metade, a trilha nacional. O disco internacional, por esse motivo, foi o primeiro e grande sucesso de vendas e de repercussão da emissora, enquanto o disco nacional passou despercebido dentro e fora da trama. 

### Nacional
1. "Segredos" - Martinha
2. "Ah! Se Tu Soubesses" - Luís Wagner
3. "Romance de Amor" - Dilermando Reis
4. "Duplo Sentido" - Tetê da Bahia
5. "Aperta o Passo" - Coral do Maestro Lutero
6. "Pra Não Dizer Adeus" - Élcio Alvarez e Grande Orquestra
7. "Concerto Para Um Amor" - Gilbert
8. "Soleado" - Gato e Sua Orquestra
9. "Como Antigamente" - Martinha
10. "Simplesmente" - Paulinho Nogueira
11. "Endless Night" - Grande Orquestra de Cordas de Renato de Oliveira
12. "Concerto Para Um Amor" - Orquestra Continental

### Internacional
1. "Heavy Water" - Button Down Brass
2. "Tu Sei Così" - Fred Bongusto
3. "Hello Old Friend" - James Taylor
4. "Clinica Fior Di Loto" - Equipe 84
5. "My Love" - Margie Joseph
6. "Stop To Start" - Blue Magic
7. "Se Non È Per Amore" - Ornella Vanoni
8. "Marina" - Len Mercer
9. "Tears" - Robin McKay
10. "Camille K." - M. Vandelli and His Orchestra
11. "Mal Di Luna" - José Mascolo
12. Soon - Yes (NOTA, esta faixa NÃO está no LP, foi lançada em compacto)

- Sonoplastia: Laurindo Salvador
- Direção de produção: Cayon Gadia